# Abbazia di Santa Maria del Sagittario
L'abbazia di Santa Maria del Sagittario fu un antico monastero cistercense italiano, costruito nel XII secolo nel territorio del comune di Chiaromonte, in provincia di Potenza. Ad oggi, sono visibili solo alcuni ruderi.

## Storia
Durante il X secolo con la presenza Bizantina nei territori compresi tra il Latinianon (esteso tra il medio corso del Sinni e Lagonegro) e il Mercurion (a ovest del monte Pollino ai confini con la Calabria) si sviluppò un movimento monastico di origine greco. Pertanto la Basilicata monastica nel XII secolo appariva distinta in due aree: una latinizzata che si estende tra Melfi e Montescaglioso, l’altra greca, in cui il monachesimo latino non riuscì ad imporsi.
In questo particolare contesto, nel 1152, si fissa la fondazione del monastero benedettino, tramandata dall'abate Gregorio De Lauro ampliando un'antica chiesetta edificata nel 1061 da Tancredi Murrino. Una leggenda narra di due cacciatori che imbattutisi in una cerva in quei luoghi ove ora sorge il monastero, tentarono più volte di colpire l'animale con delle frecce (sagittae) non riuscirono però nel loro intento. Durante la loro battuta di caccia, nella zona in cui sorse poi il monastero, ritrovarono nel cavo di castagno, il simulacro ligneo della vergine Madre di Dio. Verso la fine del XII secolo nella zona venne favorito uno stanziamento di ordine cistercense, spinti in quella zona non solo per disboscare, dissodare e coltivare le aree a densissima sylva e gli incolti o per rimuovere le ragioni sottese alla crisi del monachesimo latino, ma anche per decantare, la conflittualità con le fondazioni e le popolazioni greche, evitando abusi dottrinari e liturgici capaci di suscitare fermenti ereticali già avvertite in Calabria. Il primo abate fu Palumbo che nell'anno 1200 giunse con dodici monaci dall'Abbazia di Casamari, insediando così nel monastero l'ordine cistercense. Nel 1222 si attesta il secondo abate Guglielmo, confermando che il monastero fondato intorno al 1152 dai Benedettini, dopo essere stato danneggiato dal terremoto del 1184, fu incorporato nell’Ordine cistercense di Casamari soltanto nel 1200.
Il luogo dove l'abbazia venne edificata fu donato da Ugo I Chiaromonte e dalla figlia Alibreda Chiaromonte, durante il pontificato di papa Eugenio III. La famiglia Chiaromonte, che ha dato il nome al paese, giunse dalla Francia e secondo l'abate De Lauro discendeva da Carlo Magno con il capostipite Verlando che con un ramo parallelo si stabilì a Chiaramonte Gulfi in Sicilia. L'abbazia del Sagittario ha svolto nel corso dei secoli un ruolo autonomo e fondamentale in virtù dei poteri feudali e dei vasti domini di cui disponeva sovvenzionandosi grazie alle numerose piante fruttifere e erbe officinali che circondavano il territorio monastico. L’espansione territoriale del monastero del Sagittario e il potenziamento della sua struttura economica coincisero con l’abbaziato dei monaci Palumbo (?-1222) e Guglielmo (1222-1246) come riporta la bolla papale del 18 settembre 1216 di Onorio III. In particolare nel 1203 Rinaldo del Guasto, conte di San Marco, la moglie Agnese e il fratello Riccardo, figli di Ugo Chiaromonte, fecero costruire a favore del Sagittario la chiesa di Santa Maria di Buonavalle con le relative pertinenze mobili ed immobili. Durante l’abbaziato di Palumbo, le proprietà fondiarie del Sagittario si estesero lungo il versante ionico soprattutto tra Policoro e Scanzano Jonico. Questa cospicua estensione di terre nel 1221, venne confermata all’abate Palumbo da Federico II di Svevia e incrementata dall’apporto di altre terre demaniali incolte e boscose situate presso il monastero.
Nell'intorno vi erano dei mulini che assicuravano alla mensa abbaziale la disponibilità dei cereali per il generale fabbisogno monastico, oltre che una buona rendita proveniente dal pagamento del diritto di macinato. Uno dei mulini di proprietà del Sagittario era ubicato in località Ventrile, il cui meccanismo a ruote orizzontali veniva attivato dall’acqua del Frida. L’altro, sorgeva sul confine orientale del tenimento della Grancia del Ventrile (attualmente si conservano alcuni ruderi), anch’esso con ruote orizzontali attivate dall’acqua del fiume Sinni.
Per favorire il popolamento delle terre monastiche, in prevalenza dominate dal bosco e dall’incolto, e per consentire una certa vita comunitaria nelle compagne, Federico II concesse agli abitanti numerose libertà e privilegi fiscali e con diploma del 24 aprile 1221, concesse altresì all’abate Palumbo poteri di giurisdizione civile da esercitarsi nell’ambito della propria terra, e il diritto di "castigare", "correggere" e "condannare". L’abate poteva così imporre e riscuotere tributi da tutti gli homines extranei che conducessero i loro greggi nei pascoli del monastero. Invece ai greggi del monastero era garantito il libero pascolo su tutte le terre del demanio regio con l’uso altrettanto libero delle acque e degli ovili senza il pagamento di gabelle. La cospicua dotazione di beni, il conferimento di poteri giurisdizionali sulle terre del monastero, la protezione apostolica e quella imperiale configurarono, una struttura signorile in cui l’autorità dell’abate venne assimilata a quella di un feudatario laico con poteri pubblici legati al possesso della terra.
Il monastero del Sagittario sembrava dipendere direttamente dal papa, e non dalla diocesi di appartenenza, infatti proprio il papa aveva accordato all’abate del Sagittario l’uso della mitra, dell’anello e delle altre insegne episcopali. Tra il 1269 ed il 1274, durante l’abbaziato del monaco Roberto, Leonardo ex monaco del Sagittario divenne vescovo di Anglona.
Nei primi anni del Trecento visse come eremita nei pressi del Sagittario, il beato Giovanni da Caramola di Tolosa, il quale alla soglia della vecchiaia chiese all'abate Ruggero di Senise l'abito monastico: egli lo accolse nell'abbazia e lo ascrisse nel novero dei conversi. Il beato Giovanni da Caramola morì al Sagittario il 26 agosto 1339. Le sue spoglie furono conservate nell'abbazia in un sarcofago ligneo che attualmente è situato nella chiesa di San Giovanni Battista a Chiaromonte. Proprio in quegli anni Margherita di Chiaromonte, moglie di Giacomo Sanseverino, restituì all’abate Guglielmo II terre e beni sottratti in precedenza da alcuni filii iniquitatis e lo esentò dal pagamento alla sede apostolica della tassa relativa al comune servizio propter paupertatem. Nei primi anni del XV secolo, l’abbazia del Sagittario, sotto gli auspici dei Sanseverino, aveva realizzato una solida struttura economica, tanto da consentire un potenziamento della mensa e la ripresa della tassa del comune servizio alla sede apostolica (1399-1444).
Nel 1807 cominciò a decadere nella struttura architettonica, difatti l'anno successivo, nel 1808, il sarcofago ligneo che custodisce le spoglie del beato Giovanni venne spostato nella chiesa madre San Giovanni Battista di Chiaromonte, mentre l'altare di stile barocco nella chiesa di San Tommaso, dove giace tuttora.

## Le architetture
L'abbazia è dedicata alla vergine Maria, la statua lignea venerata risale al XIV secolo e raffigura la Madonna col Bambino ed è attualmente conservata nella pinacoteca provinciale di Bari.
Il centro dell’abbazia è l’unico chiostro quadrato, intorno al quale si distribuiscono tutti gli ambienti. Sul lato settentrionale, a sinistra, si impostava la chiesa ad aula unica con l’aggiunta di una cappella laterale dedicata al Beato Giovanni. Al livello del chiostro, allineata al transetto destro si incontra la sala capitolare, con accanto la scala che portava al piano superiore, interamente occupato dal dormitorio comune dei monaci. Nella pianta del 1707 vi era la presenza di un loggiato parallelo e adiacente alla sala del capitolo, da cui si poteva vedere il centro di Chiaromonte. Attualmente sono visibili solo pochi ruderi, il campanile, la torre di fortificazione ottagonale, parte dell’ingresso in muratura, porzioni di quello che era il refettorio e parte del recinto fortificato lungo il lato est del complesso. Il campanile, discretamente conservato, è localizzato nell’angolo a Nord-Ovest della chiesa. I paramenti murari sono costruiti con blocchi spaccati, mattoni cotti e rinzeppature in laterizio, sono ancora evidenti le due cornici marcapiano costruite con materiale lapideo modonato. Elementi rifiniti sono anche gli archi delle aperture ancora presenti, i quali sono costituiti anch’essi da blocchi di arenaria lavorati e modanati. Lo spessore murario della torre campanaria raggiunge circa un metro, con un’altezza complessiva stimabile in circa 13 metri. Tutti e tre i lati presentano incassi per travi e numerose buche pontaie. La torre ottagonale, in discreto stato di conservazione, è posizionata nell’angolo Sud-Est dell’abbazia e conserva interamente la copertura con volta ribassata e costruita esclusivamente con lastre di arenaria. Tecnica costruttiva e materiali impiegati risultano gli stessi del campanile, come anche gli spessori murari.
Di seguito, tratto dal codice, apprendiamo la struttura e la forma del monastero:
(Barb. Lat. 3247, ff. 9r, 10r, 10v.)

## Erbario del Sagittario
Di seguito elecate le erbe officinali appartenenti alla flora del Sagittario:
- 1. Citiso (Cytisus scoparius)
- 2. Dragontea (Dracunculus vulgaris)
- 3. Cardo che secerne il mastice cardo mariano)
- 4. Tragio (forse una varietà dell’iperico)
- 5. Dittamo di Creta (Origanum dictamnus)
- 6. Camaleonte ibrido (forse una Camellia)
- 7. Imperatoria (Peucedanum ostruthium)
- 8. Rabarbaro (Rheum)
- 9. Stellaria (Stellaria graminea)
- 10. Piretro (forse un Anacyclus pyrethrum)
- 11. Nardo celtico (Valeriana celtica)
- 12. Turbit (Convolvulus turpethum)
- 13. Anonide (Ononis spinosa)
- 14. Peucedano (Peucedanum oreoselinum)

- 15. Anemone (Anemone coronaria)
- 16. Mano di Cristo (Paliurus spina-christi)
- 17. Paride (Paris quadrifolia)
- 18. Iperico (Hypericum perforatum)
- 19. Sassifraga (Saxifragaceae)
- 20. Garofolaria (Geum urbanum)
- 21. Dentaria (Dentaria)
- 22. Valeriana (Valeriana officinalis)
- 23. Pionica (Paeonia officinalis)
- 24. Bistorta (Persicaria bistorta)
- 25. Abrotano (Artemisia abrotanum)
- 26. Lingua di passero (Melilotus officinalis)
- 27. Agrifugina (Ilex aquifolium)
- 28. Issopo montano (Hyssopus officinalis)

- 29. Salvia (Salvia officinalis)
- 30. Polipodio della quercia (Polypodium vulgare)
- 31. Cappello di Venere (Adiantum capillus-veneris)
- 32. Sanguinaria (Geranium sanguineum)
- 33. Morso del diavolo (Succisa pratensis)
- 34. Lunaria (Botrychium lunaria)
- 35. Lupatoria (Aconitum lycoctonum)
- 36. Betonica (Stachys officinalis)
- 37. Lingua di cervo (Phyllitis scolopendrium)
- 38. Serpentaria (Aristolochia serpentaria)
- 39. Angelica (Angelica archangelica)
- 40. Testicolo di volpe (Coeloglossum viride)

### Fonti primarie
Biblioteca Apostolica Vaticana, Codice vaticano barberiniano latino 3247, F. 40V-6VIl codice, conservato presso la biblioteca apostolica vaticana con la segnatura Barb. Lat. 3247, è un manoscritto cartaceo composto di cc. 1+68+1 suddivise in 17 binomi. È opera di un'unica mano, l’inchiostro è databile alla prima metà del XVII secolo (alla carta 68 si legge la data 12 iulij anno 1633). Il testo si interrompe improvvisamente al foglio 68v con la parola abbates e, cronologicamente, in corrispondenza dell’abbaziato del De Lauro. In base agli argomenti trattati, il codice può essere diviso in tre parti: la prima, riguardante la storia del monastero dalle origini fino ai suoi tempi; la seconda, la cronotassi degli abati (dal 1200 al 1606 e cioè da Palumbo a Hieronimo Bragallito); la terza, l’elenco dei priori claustrali con carica triennale e dei priori con carica quadriennale a partire da Silvestro da Grizzo (?/1573) fino a Teodosio Caymo (1623/1627).

### Fonti secondarie
- Catalogo degli abati del monastero del Sagittario dell'abate Gregorio De Lauro, traduzione di Carlo Caterini, Moliterno, ed. Porfidio, 2014.
- Il Beato Giovanni da Caramola nella narrazione di un anonimo trecentesco e dell'abate Gregorio De Lauro, traduzione di Luigi Branco, Lagonegro, Grafiche Zaccara, 2003.
- Balduino Gustavo Bedini, Abbazie Cistercensi d'Italia, Tipografia di Casamari, 1964.
- Giovanni Lunardi, Hubert Houben, Giovanni Spinelli (a cura di), Monasticon Italiae III: Puglia e Basilicata, prefazione di Cosimo Damiano Fonseca, Cesena, 1986.
- Gregorio De Lauro, Vita Beati Joannis a Caramola tolosani conversi Sagittariensis monasterii collecta, Napoli, 1660.
- A. Giganti, Le pergamene del monastero di San Nicola in Valle di Chiaromonte (1359-1439), Potenza, Deputazione di Storia Patria per la Lucania, 1978.
- Lorenzo Giustiniani, Dizionario geografico ragionato del Regno di Napoli, IV, Napoli, 1802.
- Jean Louis Alphonse Huillard-Bréholles, Historia Diplomatica, II, 1857.
- Giuseppe Russo, Il monastero cistercense di Santa Maria del Sagittario di Chiaromonte dalla fondazione alla commenda e le sue più antiche pergamene (1320-1472), in «Archivio Storico per la Calabria e la Lucania», LXXXIII, 2017, pp. 39-148+tavv. I-IX.